# Храм Троицы Живоначальной (Горки)
Храм Троицы Живоначальной в Горках  — недействующий православный храм в деревне Горки Александровского района Владимирской области. Относится к Александровскму благочинию Александровской епархии (Владимирская митрополия).

## История
Место для храма было выбрано на самой высокой горе этой местности, а рядом располагается действующее сельское кладбище.
Храм был основан не позже XVI века. По свидетельствам, в 1675 году в селе стояла ветхая деревянная церковь Живоначальной Троицы. И в 1685 году усердием прихожан поставлена новая деревянная церковь.
Ныне существующий каменный храм с колокольней возведён в 1827 году. Здание храма выстроено в стиле классицизма.
Главный престол храма был посвящён Святой Троице, в трапезной части также размещался Петропавловский придел.
В храме особо почитались иконы Святой Троицы и Никитской Божией Матери.
В советское время храм был закрыт в середины XX века, колокольня разрушена в 1957 году, в стенах прорублены большие дыры. Сохранился меленький кусочек росписей и керамическая половая плитка.
В настоящее время в летний период в храме проходят молебны. По благословению архиепископа Евлогия (ныне митрополита, управляющего Владимирской митрополией) в храме начались реставрационные работы.

## Престолы храма
- Св. Троицы (главный),
- Петропавловский придел.